# Yangtzevlakte
De Yangtzevlakte (Chinees: 长江中下游平原; Wade-Giles: Ch'ang Chiang P'ing-yüan; pinyin: Chang Jiang Pingyuan) is een serie van meerdere grotere en kleinere alluviale vlaktes stroomafwaarts van de Drie Kloven langs de Yangtze (of Jangtsekiang) en haar belangrijkste zijrivieren. De vlakte heeft een oppervlakte van ongeveer 200.000 km² (5 keer Nederland) en is daarmee de grootste van de drie Chinese vlaktes. Het is een van de meest dichtbevolkte gebieden ter wereld.  De vlakte strekt zich uit over de Chinese provincies Hubei (oosten), Hunan (noorden), Zuid-Anhui, Noord-Jiangxi, Noord-Zhejiang, een groot deel van Jiangsu en de stad Shanghai. Belangrijke steden op de vlakte zijn Hangzhou, Hefei, Nanchang, Nanjing, Shanghai en Wuhan.
Het noordelijke deel van de vlakte bevindt zich ten zuiden van het Heuvelland van Huaiyang en de Vlakte van Huanghuai en het zuidelijke deel ligt ten noorden van het Heuvelland van Jiangnan en het Heuvelland van Zhejiang-Fujian. De bodem van de vlakte bestaat uit sedimenten van de Yangtze en haar zijstromen.
De vlaktes aan de midden- en benedenloop van de Yangtze bestaat uit vier delen: aan de middenloop van de Yangtze liggen de Lianghu-vlakte (in het zuiden van de provincie Hubei en het noorden van de provincie Hunan) en de Poyangvlakte (in de provincie Jiangxi). Aan de benedenloop van de Yangtze liggen de Centrale Anhuivlakte (in het midden van de provincie Anhui) en de Yangtzedelta (tussen de provincies Jiangsu en Zhejiang). Tot de middenloop behoren het Dongtingmeer, Poyangmeer en Hongmeer.
De vlakte is relatief vlak en bevindt zich voor het grootste deel beneden de 50 meter. Het heuvelland in het zuiden en noorden loopt over naar de gebergten Lu Shan, Huang Shan, Tianmu Shan en Dabie Shan. Er bevinden zich vele meren en rivieren, waaronder de grote zoetwatermeren Dongting Hu, Poyang Hu, Tai Hu, Chao Hu en Hong Hu. Om die reden wordt de vlakte ook wel het "Land der rivieren en meren" (Shuixiang zeguo) genoemd. De midden-benedenloop strekt zich uit van de Wu Shan tot aan de kust en is enigszins moerassig. Om die reden is ze geschikt voor het verbouwen van rijst en zoetwatervis en wordt daarom ook wel "land van vis en rijst" genoemd. 
De bodem van de vlakte is zeer vruchtbaar en de vlakte wordt beschouwd als een van de belangrijkste landbouwgebieden van China. Er worden rijst, katoen, tarwe, thee, koolzaad, tuinbonen en mandarijnen verbouwd dan wel geteeld en zijdevlinders ingezet voor de productie van zijde. De wateren zijn van belang voor de visserij (vis en krabben) en het telen van waternoten, lotuszaden en -wortelen  en riet.